# Deadache Europe Tour 2009
Deadache World Tour es un tour de la banda de Hard rock Lordi, que comenzó en enero de 2009. La gira comenzó en Europa, donde continuó hasta que finalizara en Japón.
Europe Tour:
- 29 de enero - Markthalle, Hamburgo, Alemania
- 30 de enero - Club X, Herford, Alemania
- 31 de enero - Turbinenhalle, Oberhausen, Alemania
- 1 de febrero - P3, Purmerend, Holanda
- 3 de febrero - Loewensaal, Núremberg, Alemania
- 5 de febrero - Tonhalle, Münich, Alemania
- 6 de febrero - Filharmonie, Stuttgart, Alemania
- 7 de febrero - E-Werk, Saarbrücken, Alemania
- 10 de febrero - Aladin, Bremen, Alemania
- 12 de febrero - Carling Academy, Londres, Gran Bretaña
- 13 de febrero - JB´s, Dudley, Gran Bretaña
- 15 de febrero - Button factory, Dublín, Irlanda
- 16 de febrero - Carling Academy, Sheffield, Gran Bretaña
- 18 de febrero - Elyssee Montmartre, París, Francia
- 20 de febrero - Apolo, Barcelona, España
- 21 de febrero - Rock Star Live, Bilbao, España
- 22 de febrero - Heineken, Madrid, España[2]
- 24 de febrero - Havana, Toulouse, Francia
- 25 de febrero - Transbordeur, Lyon, Francia
- 26 de febrero - Rolling Stones, Milán, Italia
- 27 de febrero - Alpheus, Roma, Italia
- 2 de marzo - Noumatrouff, Mullhouse, Francia
- 4 de marzo - Rohstofflager, Zürich, Suiza
- 6 de marzo - Hristo Botev Sports Hall, Sofia, Bulgaria
- 7 de marzo - SKC (Studentski kulturni centar), Belgrado, Serbia
- 9 de marzo - Komma, Wörgl, Austria
- 11 de marzo - Petöfi Hall, Budapest, Hungría
- 12 de marzo - Gasometer, Viena, Austria
- 13 de marzo - Ursulin Dom, Rakek-Unek, Eslovenia
- 15 de marzo - Stodola Club, Varsovia, Polonia
- 16 de marzo - Small Arena, Pardubice, República Checa
- 17 de marzo - CEZ Arena, Ostrava, República Checa
- 18 de marzo - Halla Locomotiva, Plzen, República Checa
- 22 de marzo - Taiga, Ylläs, Finlandia
- 23 de marzo - Hullu Poro Areena, Levi, Finlandia
- 26 de marzo - Garden, Linköping, Suecia
- 27 de marzo - Mejeriet, Lund, Suecia
- 28 de marzo - Klubben, Tukholma, Suecia
- 29 de marzo - Tradgam, Göteborg, Suecia

Japón:
- 15 de abril - Shibuya-AX, Tokio, Japón
- 16 de abril - Namba Hatch, Osaka, Japón